# Bellemansbeek
De Bellemansbeek is een beek in de Nederlandse gemeenten Barneveld en Nijkerk (provincie Gelderland). 
De Bellemansbeek begint ter hoogte van de buurtschap Appel in de buurt van de Leemweg en de Blankenhoefseweg.  
Vanaf de Leemweg loopt de beek in zuidwestelijke richting en duikt ten zuiden van Zwartebroek onder de Eendrachtsstraat door. De ten oosten van Zwartebroek lopende sloot 'Zwartebroek' mondt uit in de Bellemansbeek. 
De Bellemansbeek komt tussen Terschuur en Hoevelaken uit in de westelijk lopende Hoevelakense Beek

## Ontginning
Het oorspronkelijke moeras bij Zwartebroek werd gevoed met water uit het omliggende gebied van de iets hoger liggende buurtschap Appel. Het kwel- en regenwater uit dat gebied liep via de Appelsche Beek en de Rubberbeek (of 'Raperbeek') naar het moeras. De Rubberbeek komt vanuit vanuit buurtschap 't Woud en de Appelsche Beek ontspringt nabij de buurtschap langs de Schoenlappersweg. Beide beken stromen in zuidwestelijke richting naar de Leemweg. 
In de middeleeuwen begon de ontginning van de broekgronden bij Zwartebroek, ook wel Appelerbroek genoemd. Eerst diende het gebied echter te worden ontwaterd. Daartoe werden sloten en greppels gegraven in westelijke- en zuidwestelijke richting, net als de loop van bestaande beken in de Gelderse Vallei. Er werd begonnen met het graven van de Bellemansbeek, de Breede Beek en de Laak. De eerste boerderijen stonden dan ook direct aan deze wetering. Na het graven van de Bellemansbeek kon het westelijke deel van het Zwartebroek worden ontwaterd en kon er turf worden gegraven. 